# Teoria de Chern-Simons
A teoria de Chern-Simons, nomeada em homenagem a Shiing-Shen Chern e James Harris Simons, é uma teoria de campo quântico topológico tridimensional do tipo Schwarz, desenvolvida por Edward Witten. É assim chamado porque sua ação é proporcional à integral da forma 3 de Chern-Simons.

## A teoria clássica

### Origem matemática
Na década de 1940, S. S. Chern e A. Weil estudaram as propriedades globais de curvatura de variedades lisas M como co-homologia de Rham (teoria de Chern-Weil), que é um passo importante na teoria de classes características em geometria diferencial.

Dado um fibrado G-principal plano P em M, existe um homomorfismo único, chamado homomorfismo de Chern-Weil, da álgebra de polinômios invariantes aditivos G em g (álgebra de Lie de G) à co-homologia {\displaystyle H^{*}(M,\mathbb {R} )}.  Se o polinômio invariante for homogêneo, pode-se escrever concretamente qualquer forma k da conexão fechada ω como forma 2k da forma de curvatura associada Ω de ω.
Em 1974, S. S. Chern e J. H. Simons construíram concretamente uma forma (2k-1) df(ω) tal que
{\displaystyle dTf(\omega )=f(\Omega ^{k}),}
onde T é o homomorfismo Chern-Weil. Esta forma é chamada de forma de Chern-Simons. Se df(ω) estiver fechado, pode-se integrar a fórmula acima
{\displaystyle Tf(\omega )=\int _{C}f(\Omega ^{k}),}
onde C é um ciclo bidimensional (2k-1) em M. Esse invariante é chamado invariante de Chern-Simons. O invariante de Chern-Simons (M) é o termo de fronteira que não pode ser determinado por nenhuma formulação combinatória pura. Também pode ser definido como
{\displaystyle CS(M)=\int _{s(M)}{\tfrac {1}{2}}Tp_{1}\in \mathbb {R} /\mathbb {Z} ,}
onde {\displaystyle p_{1}} é o primeiro número de Pontryagin e s(M) é a seção do feixe ortogonal normal P.　Além disso, o termo Chern-Simons é descrito como o eta invariante definido por Atiyah, Patodi e Singer.
A invariância do medidor e a invariância métrica podem ser vistas como a invariância sob a ação do grupo de Lie adjacente na teoria de Chern-Weil. A integral de ação (integral do caminho) da teoria de campo na física é vista como a integral lagrangiana da forma de Chern-Simons e do loop de Wilson, holonomia do conjunto vetorial M. Isso explica por que a teoria de Chern-Simons está intimamente relacionada à teoria de campos topológicos.

### Configurações
As teorias de Chern-Simons podem ser definidas em qualquer 3-variedade M topológica, com ou sem limite. Como essas teorias são teorias topológicas do tipo Schwarz, nenhuma métrica precisa ser introduzida em M.
A teoria de Chern-Simons é uma teoria de calibre, o que significa que uma configuração clássica na teoria de Chern-Simons em M com o grupo de calibre G é descrita por um pacote G principal on M. A conexão deste fibrado é caracterizado por uma conexão de forma única A, valorizada na álgebra de Lie g do grupo de Lie G.Em geral, a conexão A é definida apenas em fragmentos de coordenadas individuais, e os valores de A em fragmentos diferentes são relacionados por mapas conhecidos como transformações de gauge. Estes são caracterizados pela afirmação de que a derivada covariante, que é a soma do operador de derivada externa d e a conexão A, se transforma na representação adjunta do grupo de calibre G. O quadrado da derivada covariante consigo mesmo pode ser interpretado como uma forma bidimensional F com valor g chamada forma de curvatura ou força de campo. Também se transforma na representação adjunta.

### Dinâmica
A ação S da teoria de Chern-Simons é proporcional à integral da forma tridimensional de Chern-Simons
{\displaystyle S={\frac {k}{4\pi }}\int _{M}{\text{tr}}\,(A\wedge dA+{\tfrac {2}{3}}A\wedge A\wedge A).}
A constante k é chamada de nível da teoria. A física clássica da teoria de Chern-Simons é independente da escolha do nível k.
Classicamente, o sistema é caracterizado por suas equações de movimento, que são os extremos da ação em relação às variações do campo A. Em termos da curvatura do campo
{\displaystyle F=dA+A\wedge A\,}
a equação de campo é explicitamente
{\displaystyle 0={\frac {\delta S}{\delta A}}={\frac {k}{2\pi }}F.}
As equações clássicas de movimento são, portanto, satisfeitas se, e somente se, a curvatura desaparecer em todos os lugares; nesse caso, a conexão é considerada plana. Assim, as soluções clássicas da teoria de G Chern-Simons são as conexões planas dos principais fibrados G on M. As conexões planas são determinadas inteiramente por holonomias em torno de ciclos incontratáveis na base M. Mais precisamente, elas estão em correspondência individual com classes de equivalência de homomorfismos do grupo fundamental de M ao grupo de medida G até a conjugação.
Se M tem um limite N, existem dados adicionais que descrevem uma escolha de trivialização do pacote G principal em N. Essa escolha caracteriza um mapa de N a G. A dinâmica desse mapa é descrita por modelo de Wess-Zumino-Witten (WZW) em N no nível k.